# Malá Lodina
Malá Lodina és un poble i municipi d'Eslovàquia. Es troba a la regió de Košice, a l'est del país.

## Història
La primera referència escrita de la vila data del 1386.

## Demografia
| Godina             | 1994 | 2004   | 2014   | 2024    |
| ------------------ | ---- | ------ | ------ | ------- |
| Nombre de persones | 197  | 186    | 175    | 222     |
| Diferència         |      | −5,58% | −5,91% | +26,85% |

| Godina             | 2023 | 2024   |
| ------------------ | ---- | ------ |
| Nombre de persones | 221  | 222    |
| Diferència         |      | +0,45% |